# Mönckebergstrasse

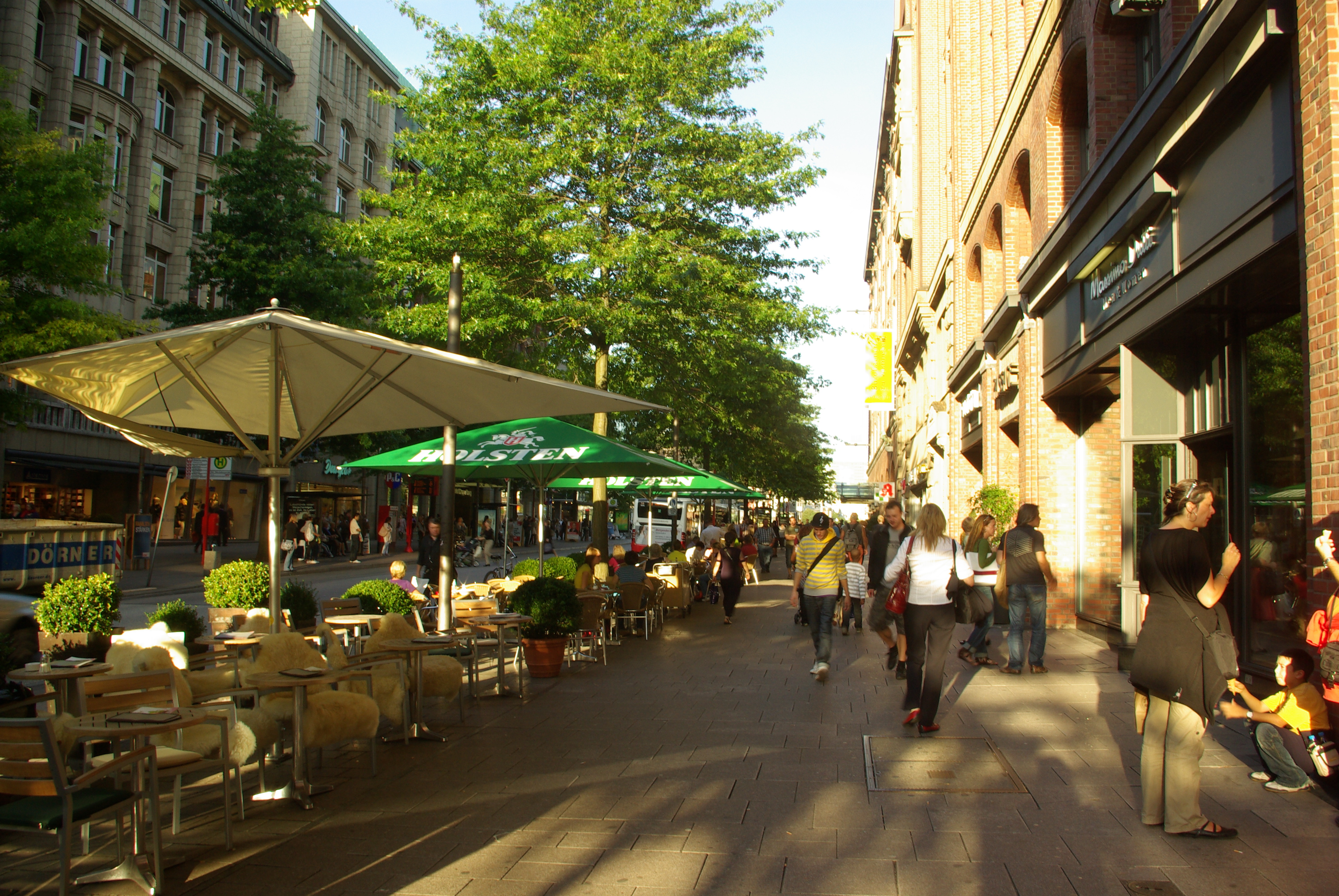
Mönckebergstrasse

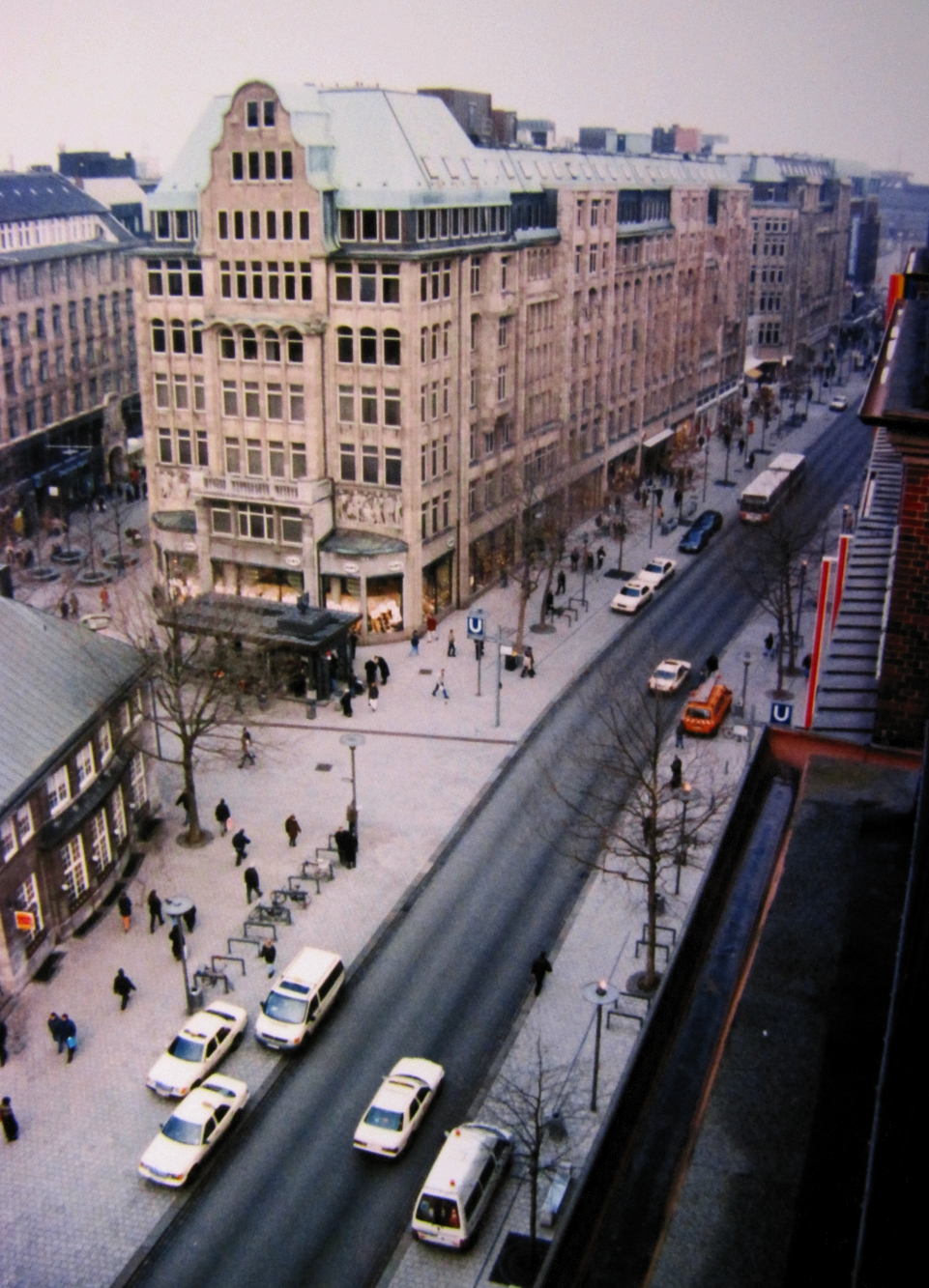
Mönckebergstrasse samt bakom Spitalerstrasse

Mönckebergstraße är en av Hamburgs mest kända affärsgator med ett stort urval av varuhus och butiker. Gatan ligger i stadsdelen Altstadt och går mellan Hamburg Hauptbahnhof och Hamburgs rådhus.  Längs gatan ligger kända Sankt Peterskyrkan samt i närheten även Sankt Jacobs kyrka. Namnet på gatan kommer från Johann Georg Mönckeberg, borgmästare i Hamburg åren 1890–1900. 
Vid Mönckebergbrunnen ansluter Mönckebergstrasse till Spitalerstrasse, en annan känd affärsgata. Stora affärsgallerian Europa Passage ligger längs Mönckebergstrasse samt varhus såsom Kaufhof, Karstadt, Karstadt Sport och Saturn.

## Kommunikationer
I närheten ligger Hamburg Hauptbahnhof samt tunnelbanestationerna Mönckebergsstrasse och Rathaus. 

## Bilder

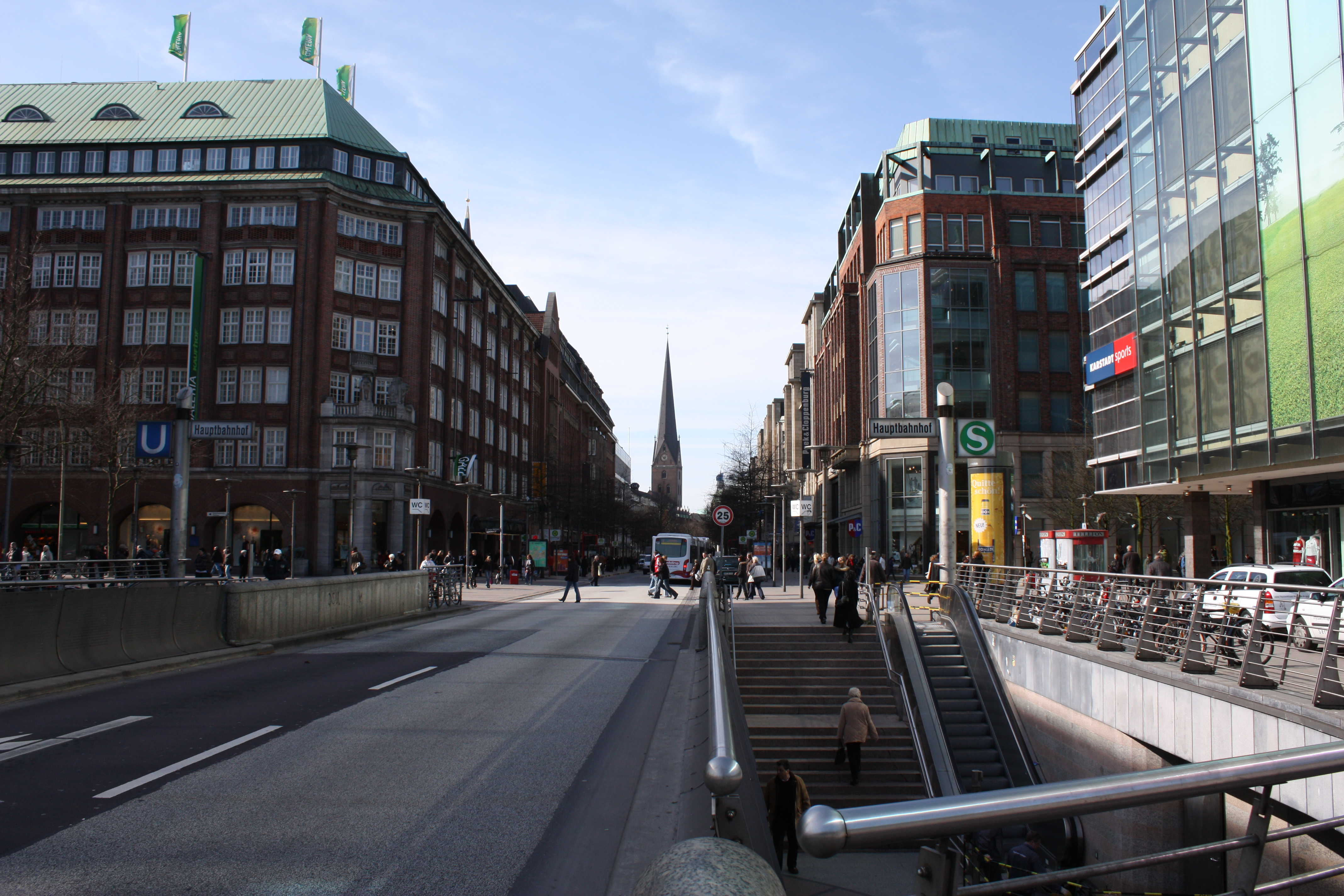
U-Bahn och S-Bahn vid Hamburg Hauptbahnhof
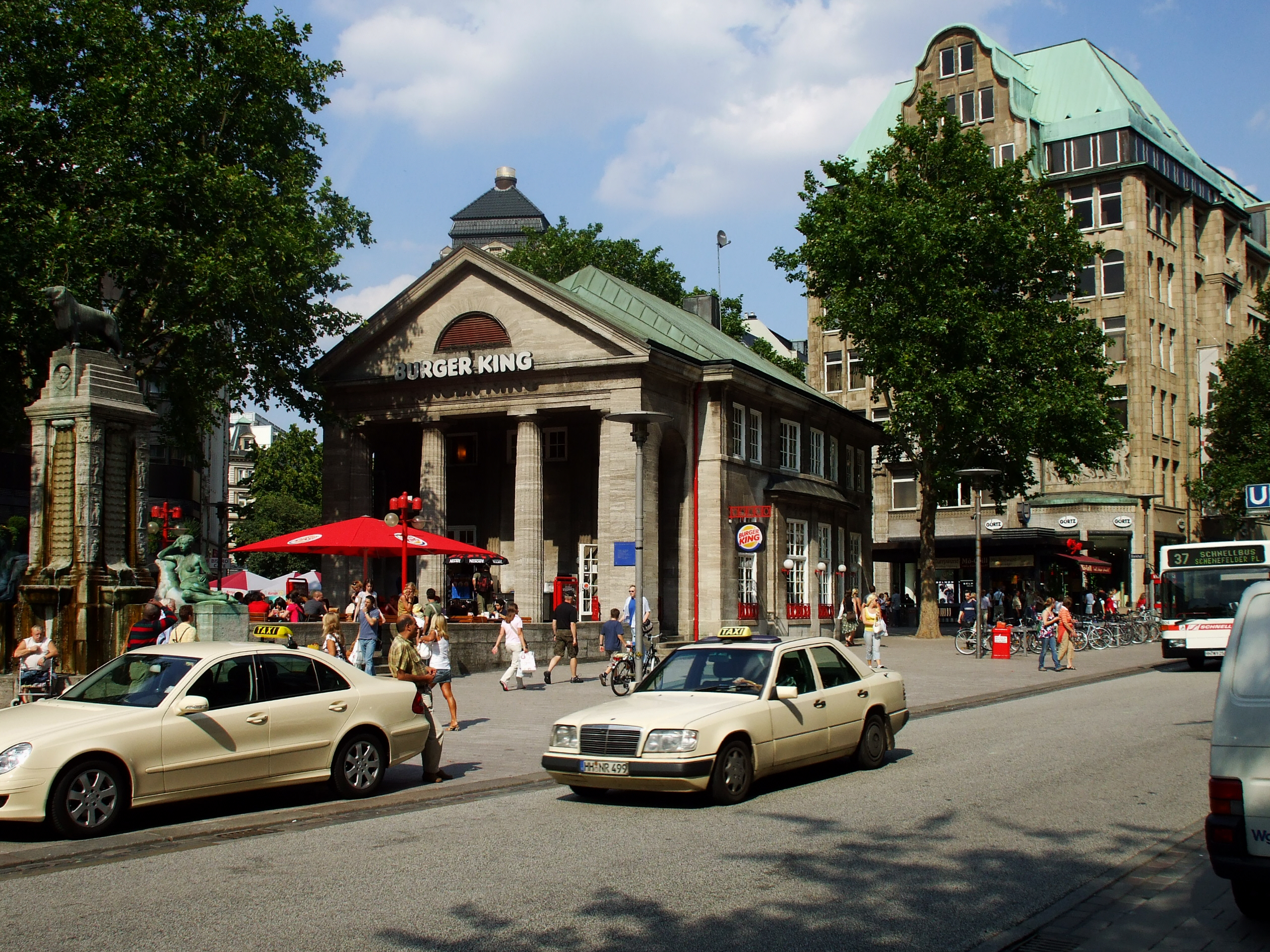
Mönckebergbrunnen
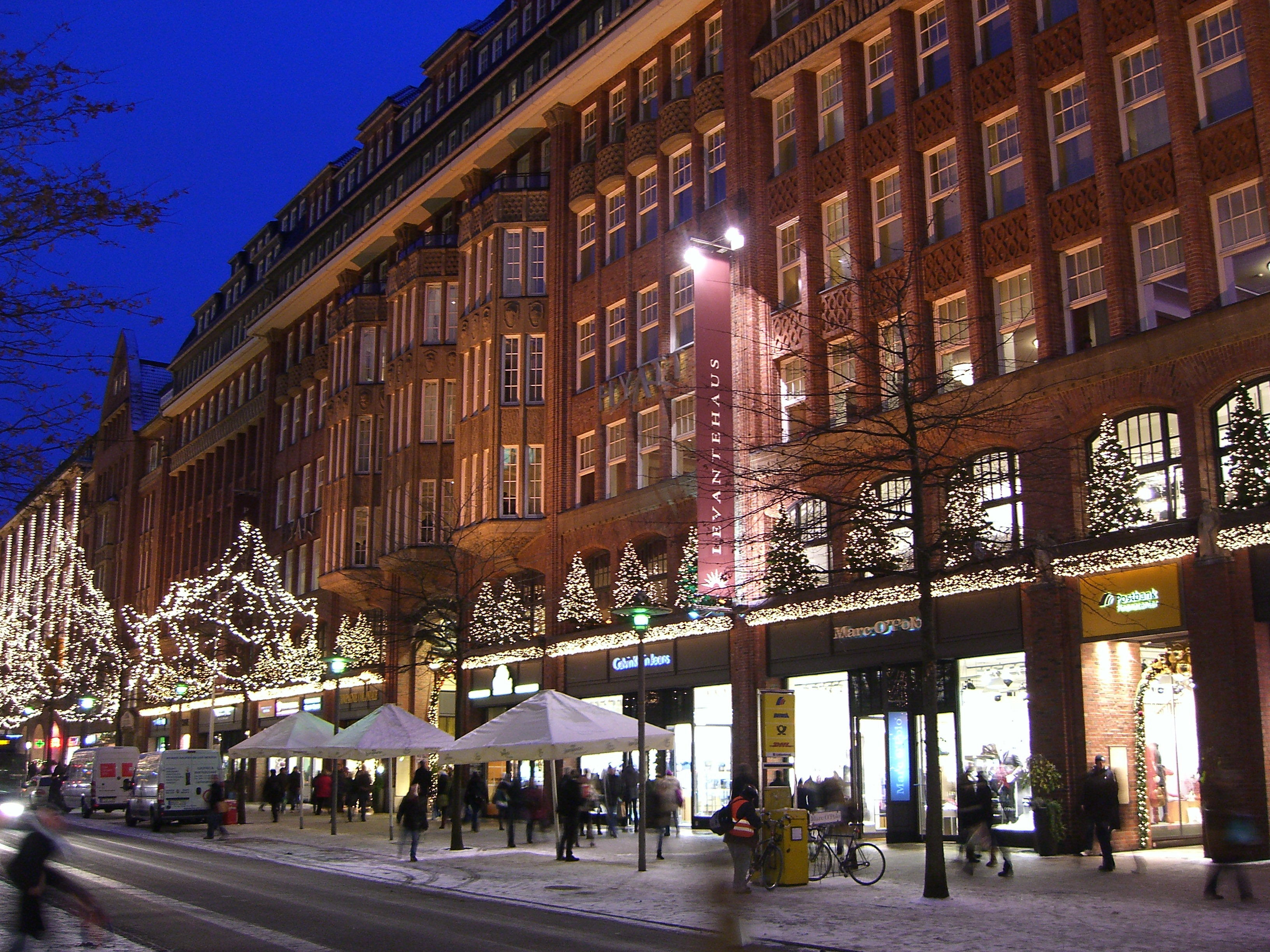
Levantehaus
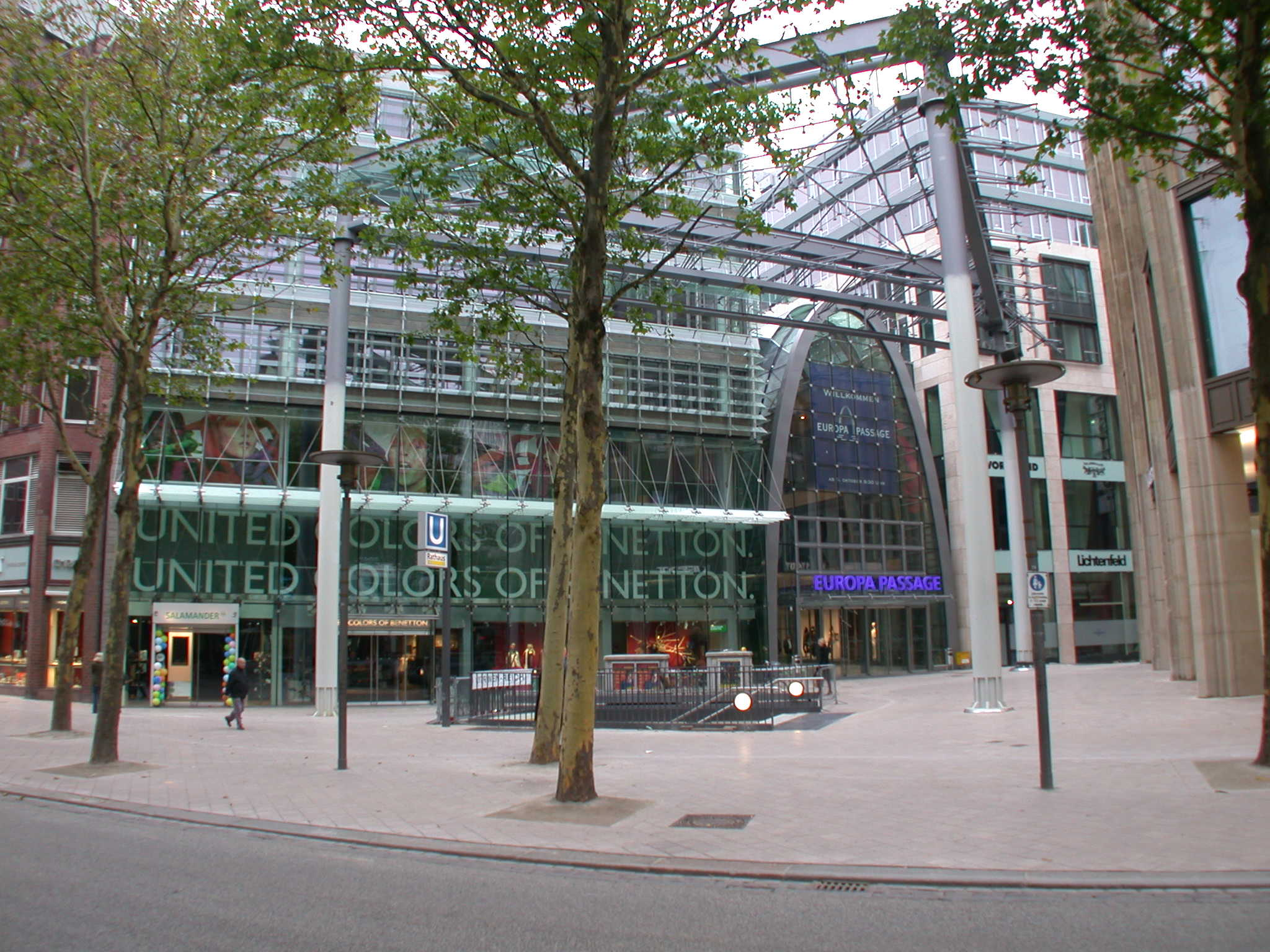
Europa Passage